# 万国平和会議

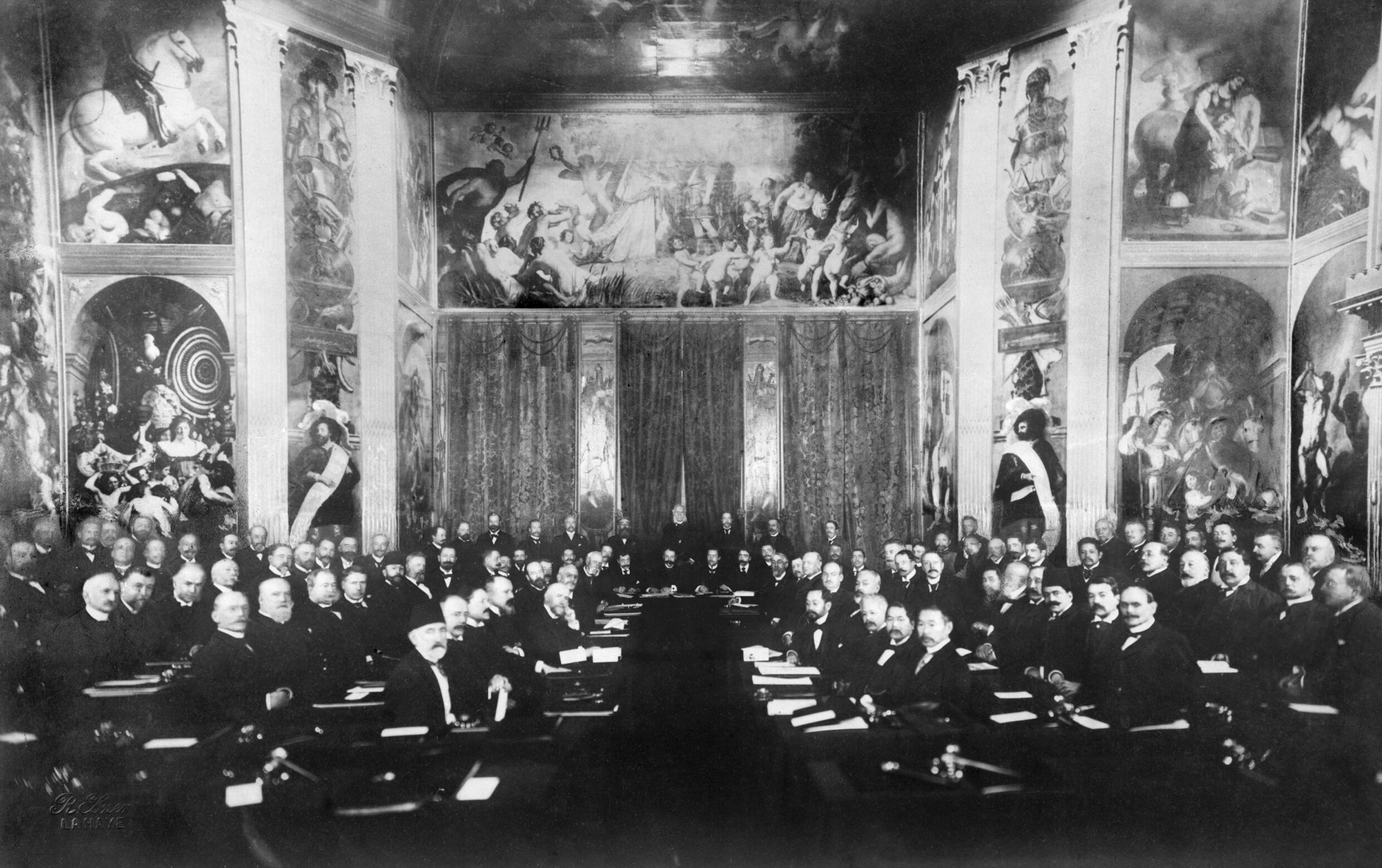
第1回会議

万国平和会議（ばんこくへいわかいぎ）は、1899年と1907年にオランダのハーグで開かれた国際会議。ハーグ平和会議（英語: Hague Conferences）とも呼ばれる。ハーグ条約と呼ばれる一連の条約及び宣言がなされている。

## 第1回（1899年）
第1回会議は1899年8月29日、ロシア帝国皇帝ニコライ2世の提唱で26か国が参加して開催された。ヨーロッパ以外からも日本や清などが参加している。
会議ではハーグ陸戦条約が採択された。この条約が後にいわゆる戦時国際法のハーグ法と呼ばれるものの一つとなる。その他にダムダム弾禁止宣言もなされた。
他にも国際紛争が起きた際にその処理を武力に頼らず平和的に解決することを目的とした国際紛争平和的処理条約が締結され、国際仲裁裁判を行う常設の機関である常設仲裁裁判所の設置などが規定された。

## 第2回（1907年）

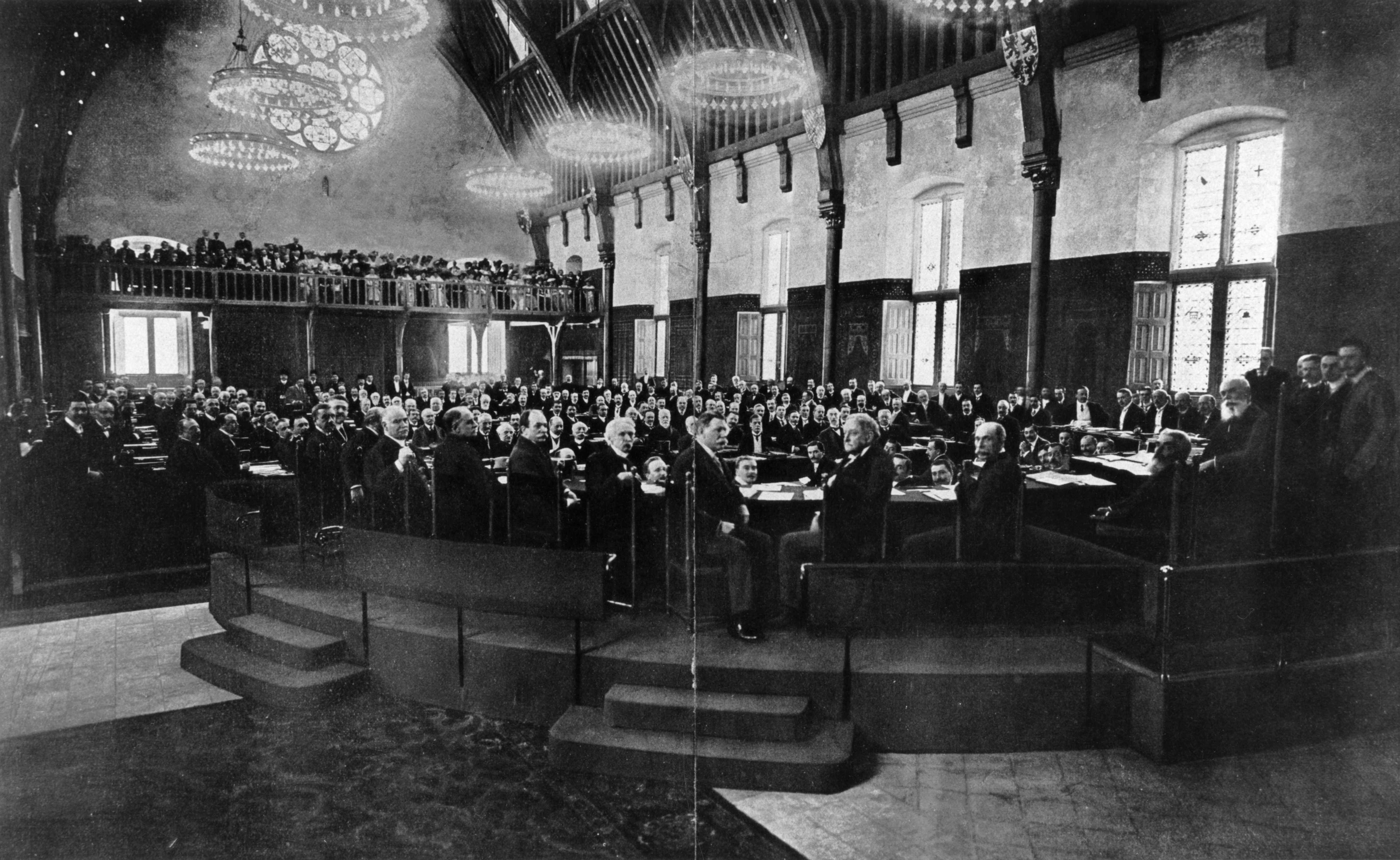
第2回会議

第2回会議はジョン・ヘイアメリカ合衆国国務長官が提唱して1907年に開かれた。ハーグ陸戦条約が改定され、中立法規なども決められた。
会議中にハーグ密使事件が発生したが、すでに大韓帝国は外交権を接収されていたため、列国は参加を認めなかった。
戦時禁制品のリスト作成が議題にのぼった。これは翌年のロンドン宣言で内容が決まった。

## 第3回（中止）
第2回会議で、第3回会議を8年以内に開くことが勧告された。1915年に開催の予定だったが、第一次世界大戦勃発により実現しなかった。